# Olympische Sommerspiele 1912/Leichtathletik – Speerwurf beidarmig (Männer)
Der beidarmige Speerwurf der Männer bei den Olympischen Spielen 1912 in Stockholm wurde am 9. Juli 1912 im Stockholmer Olympiastadion ausgetragen. Vierzehn Athleten nahmen daran teil. Diese Disziplin war nur 1912 Teil des Programms der Olympischen Spiele.
Olympiasieger wurde der Finne Juho Saaristo vor seinen Landsleuten Väinö Siikaniemi und Urho Peltonen.

## Rekorde

### Bestehende Rekorde im beidarmigen Speerwurf
- Weltrekorde wurden im beidarmigen Speerwurf nicht geführt.
- Olympischer Rekord: Da der Wettbewerb erstmals auf dem olympischen Programm stand, gab es noch keinen olympischen Rekord.

### Neuer olympischer Rekord im beidarmigen Speerwurf
Der olympische Rekord wurde in der Konkurrenz am 9. Juli auf zuletzt folgende Marke gesteigert:
- 109,42 m – Juho Saaristo (Großfürstentum Finnland), dritter Durchgang

### Bestehende Rekorde im bestarmigen Speerwurf
Da diese Konkurrenz in einem Teilbereich aus dem bestarmigen Speerwurf bestand, wurden auch Rekorde und Bestleistungen in dieser Disziplin gewertet. Tatsächlich wurde ein neuer olympischer Rekord erzielt, dazu hier die Übersichten:
| Weltrekord         | 61,45 m | Juho Saaristo ( Finnland) | Helsinki, FIN          | 25. Mai 1912 |
| Olympischer Rekord | 60,64 m | Eric Lemming ( Schweden)  | OS Stockholm 1912, SWE | 6. Juli 1912 |

### Rekordverbesserung im bestarmigen Speerwurf
Der erst drei Tage alte olympische Rekord aus der Konkurrenz hier in Stockholm wurde im Wettbewerb am 9. Juli um 36 Zentimeter verbessert:
- 61,00 m – Juho Saaristo (Großfürstentum Finnland), dritter Durchgang

## Durchführung des Wettbewerbs
Es gab eine Qualifikation mit drei Gruppen, in der alle Athleten je drei Versuche mit dem stärkeren und dem schwächeren Arm hatten. Das Endresultat errechnete sich durch Addition der jeweils besten Weiten. Den besten drei Werfern standen anschließend weitere drei Versuche pro Arm zur Verfügung, wobei die Ergebnisse der Qualifikation mit in die Wertung kamen. Der Finaldurchgang fiel dann allerdings aus, weil die drei nach dem Vorkampf führenden Finnen sich darauf einigten, auf das Finale zu verzichten und das bestehende Ergebnis so als Endresultat zu übernehmen.

## Legende
x: ungültig

Die jeweils besten Weiten der einzelnen Teilnehmer sind fett gedruckt.

Die obere Weite bezeichnet das Resultat mit der besseren, das untere das Ergebnis mit der schwächeren Hand.

## Ergebnis
Datum: 9. Juli 1912
| Platz | Name             | Nation   | Qualifikations- gruppe | Resultat    |                                 | 1. Versuch (m) | 2. Versuch (m) | 3. Versuch (m)    |
| ----- | ---------------- | -------- | ---------------------- | ----------- | ------------------------------- | -------------- | -------------- | ----------------- |
| 1     | Juho Saaristo    | Finnland | A                      | 109,42 m OR | stärkerer Arm: schwächerer Arm: | 57,64 x        | 59,88 x        | 61,00 OR 48,42000 |
| 2     | Väinö Siikaniemi | Finnland | C                      | 101,13 m    | stärkerer Arm: schwächerer Arm: | 54,09 43,76    | x 45,09        | x000 47,04000     |
| 3     | Urho Peltonen    | Finnland | B                      | 100,24 m    | stärkerer Arm: schwächerer Arm: | x 46,30        | 53,22 46,63    | 53,58000 46,66000 |
| 4     | Eric Lemming     | Schweden | A                      | 098,59 m    | stärkerer Arm: schwächerer Arm: | 52,23 35,78    | 58,33 40,26    | x000 x000         |
| 5     | Arne Halse       | Norwegen | C                      | 096,92 m    | stärkerer Arm: schwächerer Arm: | 52,05 41,48    | 55,05 x        | x000 41,87000     |
| 6     | Richard Åbrink   | Schweden | B                      | 093,12 m    | stärkerer Arm: schwächerer Arm: | 48,78 41,71    | 50,04 43,08    | x000 x000         |
| 7     | Daniel Johansen  | Norwegen | C                      | 092,82 m    | stärkerer Arm: schwächerer Arm: | 48,38 40,99    | x 43,19        | 48,78000 44,04000 |
| 8     | Otto Nilsson     | Schweden | A                      | 088,90 m    | stärkerer Arm: schwächerer Arm: | 48,24 38,69    | 50,21 x        | x000 x000         |
| 9     | Juho Halme       | Finnland | A                      | 088,54 m    | stärkerer Arm: schwächerer Arm: | x 33,64        | 52,76 x        | 54,90000 x000     |
| 10    | Arvid Ohrling    | Schweden | A                      | 087,17 m    | stärkerer Arm: schwächerer Arm: | 46,51 40,66    | x              | x000 x000         |
| 11    | Sten Hagander    | Schweden | B                      | 086,80 m    | stärkerer Arm: schwächerer Arm: | 42,58 37,68    | 46,39 40,41    | x000 x000         |
| 12    | Mór Kóczán       | Ungarn   | B                      | 086,39 m    | stärkerer Arm: schwächerer Arm: | 55,74 29,23    | x 30,65        | x000 x000         |
| 13    | Anders Krigsman  | Schweden | C                      | 085,80 m    | stärkerer Arm: schwächerer Arm: | 43,78 36,09    | 46,85 38,95    | x000 x000         |
| 14    | Karl Sonne       | Schweden | A                      | 084,96 m    | stärkerer Arm: schwächerer Arm: | x 33,52        | 49,48 36,00    | x000 36,48000     |

Von den vierzehn Startern kam mit dem Ungarn Mór Kóczán nur einer nicht aus einem skandinavischen Land. Sieben Teilnehmer waren Schweden, vier Finnen und zwei Norweger.
Die drei nach dem Vorkampf führenden Finnen Juho Saaristo, Väinö Siikaniemi und Urho Peltonen einigten sich darauf, keinen Finaldurchgang durchzuführen und die Platzierungen aus dem Vorkampf beizubehalten. Der große Eric Lemming, Olympiasieger im bestarmigen Speerwurf von 1908 und hier in Stockholm, ging diesmal medaillenleer aus. Für ihn blieb der vierte Platz.
Die 61,00 m, die Juho Saaristo im dritten Versuch mit seinem stärkeren Wurfarm erreichte, wurde als offizieller olympischer Rekord im Speerwurf anerkannt.

## Bildergalerie

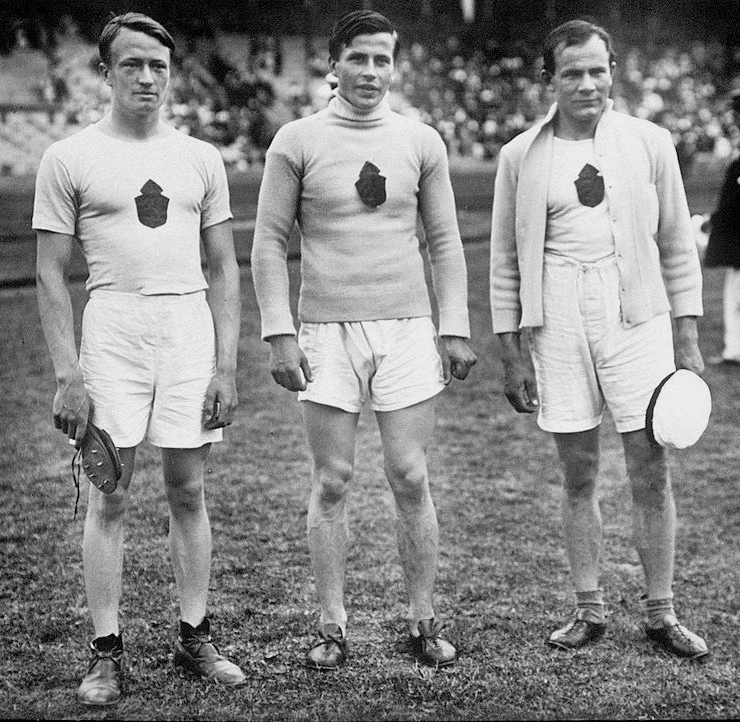
Die drei Medaillengewinner aus Finnland (v. l. n. r.): Urho Peltonen (Bronze), Juho Saaristo (Gold), Väinö Siikaniemi  (Silber)
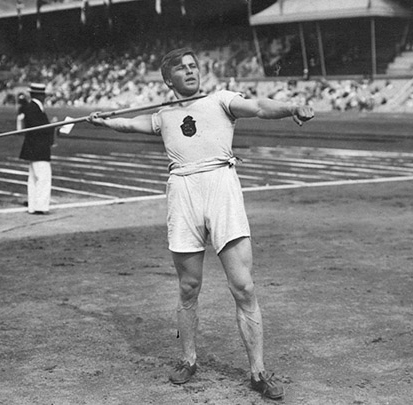
Olympiasieger Juho Saaristo
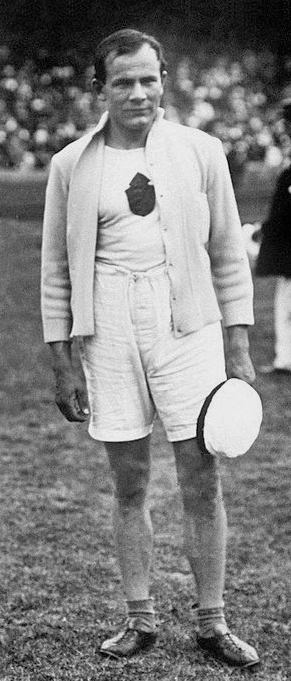
Silbermedaillengewinner Väino Siikaniemi

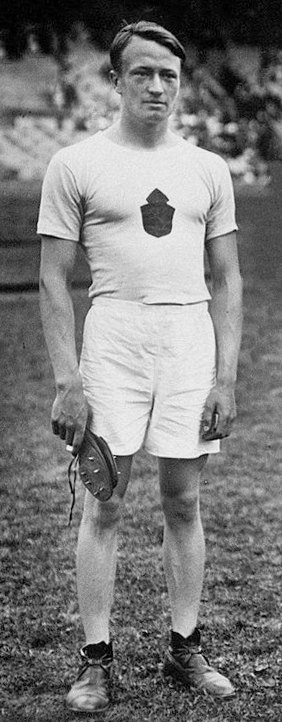
Urho Peltonen – Gewinner der Bronzemedaille
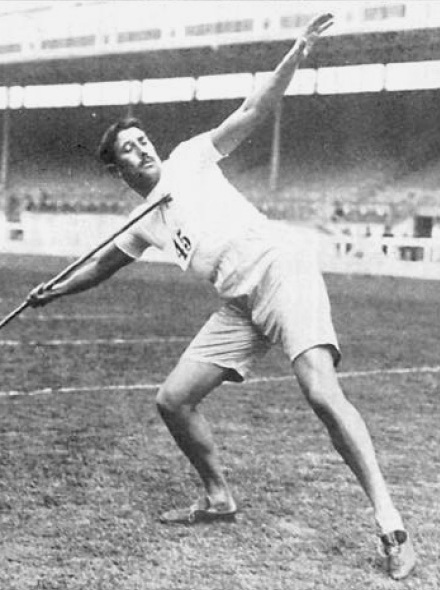
Eric Lemming, zweifacher Olympiasieger (1908/1912) im bestarmigen Speerwurf, erreichte Platz vier